# Zamarada triangularis
Zamarada triangularis är en fjärilsart som beskrevs av M.Gaede 1915. Zamarada triangularis ingår i släktet Zamarada och familjen mätare. Inga underarter finns listade i Catalogue of Life.